# مارشال ديلون
مارشال ديلون (بالإنجليزية: Marshall Dillon)‏ (22 يوليو 1925 في أستراليا - 11 أكتوبر 1979 في أستراليا) هو لاعب كريكت أسترالي. لعب مع فريق فكتوريا للكريكت.

## وصلات خارجية
- مارشال ديلون على موقع إي آس بي آن كريك إنفو (الإنجليزية)